# 造形大学
造形大学（ぞうけいだいがく）は、美術や立体造形アートや各種デザイン、写真映像などのビジュアルアートと舞台演出などの造形術の教育研究などを主目的とした大学である。

## 一覧
以下のに日本で造形大学、もしくは造形芸術大学の名称をもつ大学を記載する。
- 東京造形大学
- 長岡造形大学
- 名古屋造形大学（旧：名古屋造形芸術大学）
- 成安造形大学

### 過去の名称
- 京都造形芸術大学（現：京都芸術大学）